# Tiburce Colonna-Ceccaldi
Dominique Albert Édouard Tiburce Colonna-Ceccaldi (né à Blois le 18 juillet 1832 et mort à Paris le 28 décembre 1892) est un diplomate et archéologue français.

## Biographie
Consul à Larnaca (Chypre) de 1866 à 1869, il mène avec son frère Georges (1840-1879), attaché au consulat de Beyrouth de 1866 à 1871, des fouilles à Idalion et à Golgoi. Ils réalisent alors des estampages d'inscriptions, des dessins et des photographies.
Georges reçoit de Luigi Palma di Cesnola le libre accès à ses collections alors que Tiburce constitue une collection de sculptures, de terres cuites et de vases qui est aujourd'hui conservée au musée du Louvre.

## Travaux
Sous le nom de son frère cadet Georges
- Découvertes en Chypre: Les fouilles de Curium, 1870
- Un Sarcophage d'Athienau (Chypre), 1875
- Monuments antiques de Chypre, de Syrie et d’Égypte, posthume, 1882

Sous le nom de Tiburce
- « Quelques considérations sur la campagne active d’Orient (avril-septembre 1854) » Le Spectateur militaire (1866) – signé T.C.C
- Lettres diplomatiques. Coup d’œil sur l'Europe au lendemain de la guerre, Plon, 1872
- Lettres militaires du siège avec un appendice contenant le tableau des régiments et bataillons de guerre, Plon, 1872

## Récompense
- Officier de la Légion d'honneur 1871[1].